# Rigadin pêche à la ligne
Rigadin pêche à la ligne un cortometraggio del 1911 diretto da Georges Monca.